# Gorga (Hiszpania)
Gorga – gmina w Hiszpanii, w prowincji Alicante, we wspólnocie autonomicznej Walencja, o powierzchni 9,11 km². W 2011 roku liczyła 261 mieszkańców.